# Jean Geelen
Jan Maria Joseph Geelen (Roermond, 7 juni 1852 – aldaar, 26 september 1926) was een Nederlands beeldhouwer.

## Leven en werk
Geelen was een zoon van schrijnmaker Karel Joseph Hubert Geelen en Maria Agnes Hubertina Klündgen. Hij trouwde in 1886 met Dorothea Baeten.
Geelen was als leerling van Pierre Cuypers werkzaam in het Atelier Cuypers-Stoltzenberg (1867-1871). Hij had vanaf ca. 1880 een eigen atelier aan de Kapellerlaan in Roermond. Hij was later chef van de afdeling beeldhouwen bij Cuypers & Co (1889-1892). Ook Jeans broer Petrus Maria Hubertus Geelen (1846-1904) was beeldhouwer, hij werkte voor Cuypers en het atelier Thissen en was verantwoordelijk voor beeldhouwwerk aan Kasteel de Haar.
Het grootste werk van Jean Geelen is ongetwijfeld het vijf meter hoge Heilig Hartbeeld, dat in 1898 werd geplaatst op de torenspits van de Eindhovense Paterskerk. Het beeld werd door Geelens zwager Theo Cox in koper uitgewerkt.

## Werken (selectie)
- Grafmonument van de familie Nizet, Roermond
- Heilig Hartbeeld (1898) voor de Augustijnen in Eindhoven
- Grafmonument van zoeaaf Küppers (ca. 1916), Roermond
- Heilig Hartbeeld (1918) in Berchem
- Heilig Hartbeeld (1921) in Limbricht
- Heilig Hartbeeld (1922) in Bergen op Zoom
- Heilig Hartbeeld (1924) in Maasbracht

## Afbeeldingen

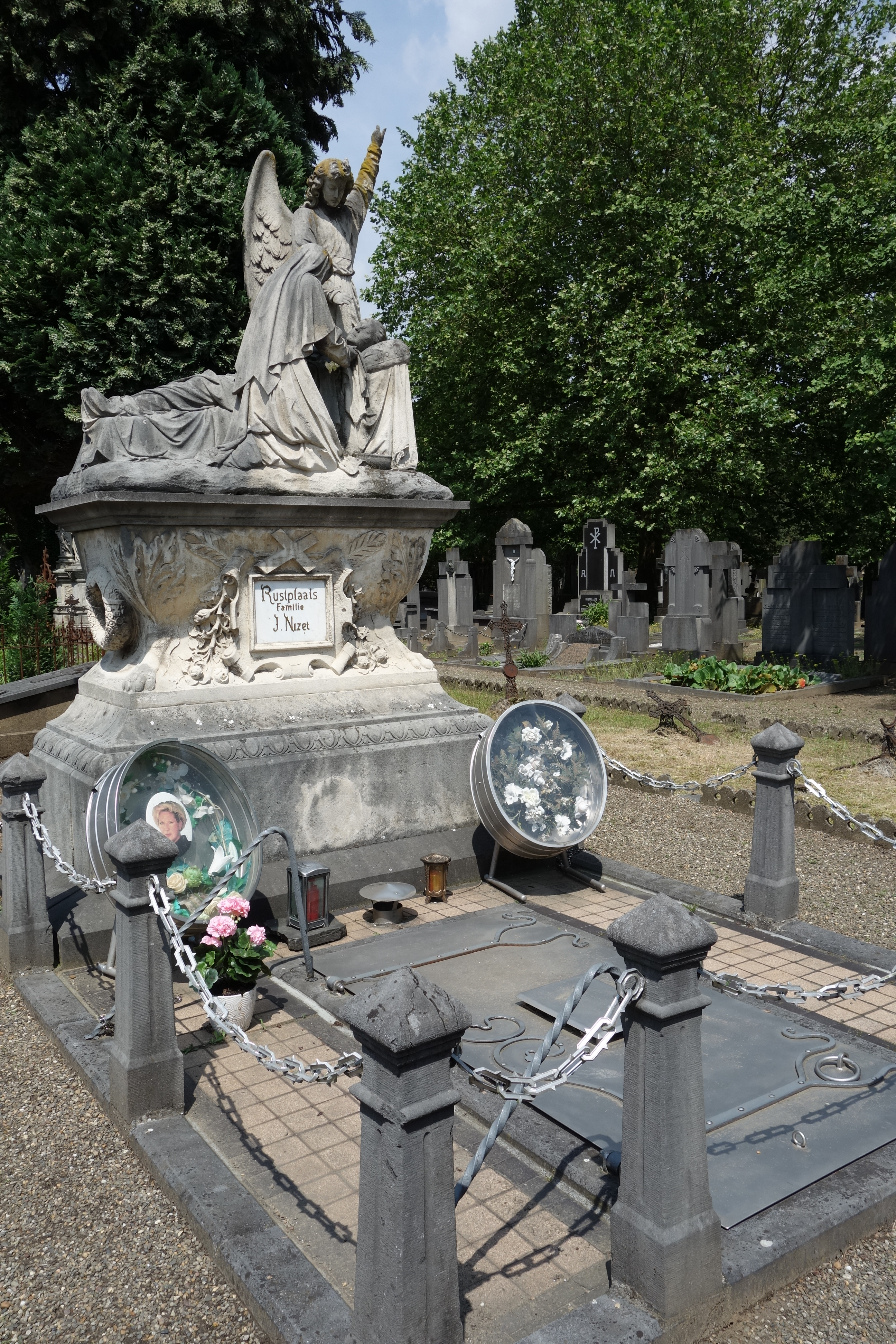
Grafmonument van de familie Nizet
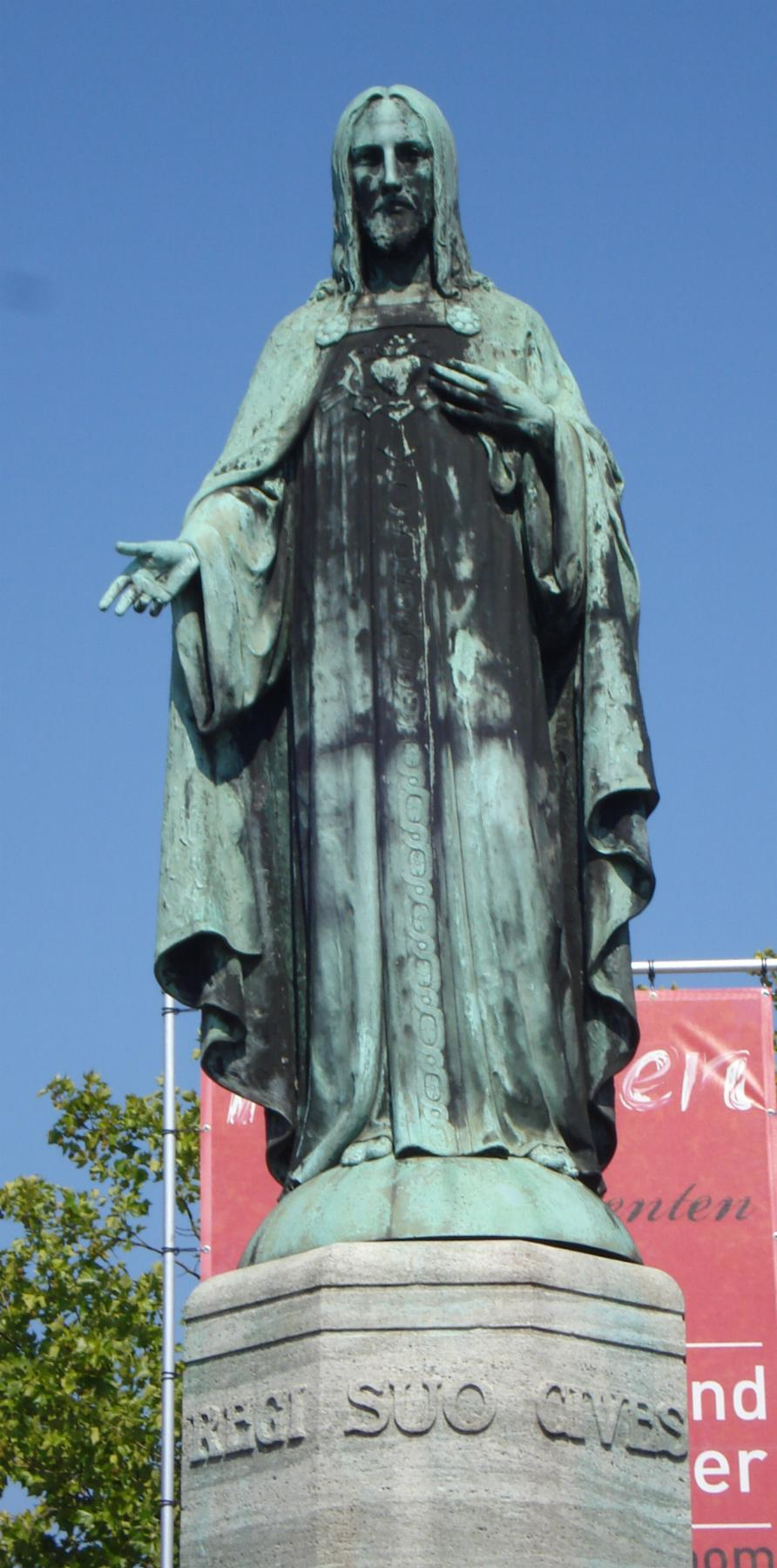
Heilig Hartbeeld (Bergen op Zoom)
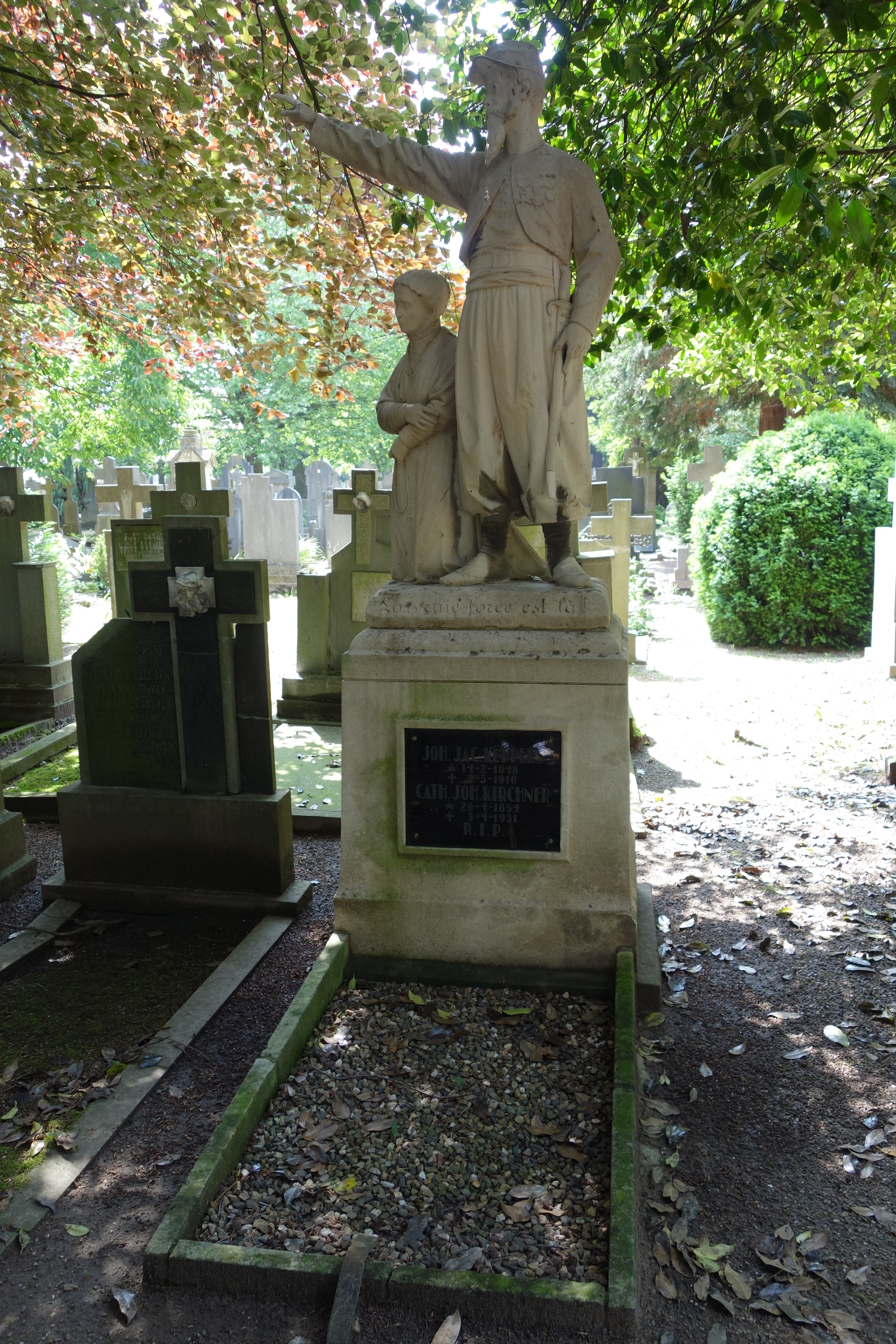
Grafmonument van zoeaaf Küppers